# Nuoramensaari
Nuoramensaari är en ö i Kirkkojärvi, som är en avskiljd del av sjön Pyhäjärvi och i kommunen Itis i landskapet Kymmenedalen, i den södra delen av landet, 110 km nordost om huvudstaden Helsingfors. Öns area är 1,45 kvadratkilometer och dess största längd är 1,9 kilometer i nord-sydlig riktning. Ön har ingen vägförbindelse.